# Herb powiatu dąbrowskiego
Herb powiatu dąbrowskiego – jeden z symboli powiatu dąbrowskiego, ustanowiony w 2000, ze zmianą 3 lipca 2007.

## Wygląd i symbolika
Herb przedstawia na tarczy w polu czerwonym pół srebrnego ukoronowanego Orła – korona, dziób, język i przepaski na skrzydłach złote. Pod nim dąb złoty o trzech liściach i czterech żołędziach. Orzeł nawiązuje do herbu województwa, a dąb do nazwy powiatu.